# Ittō Kaisa
 (signalé en mai 2025).
Si vous disposez d'ouvrages ou d'articles de référence ou si vous connaissez des sites web de qualité traitant du thème abordé ici, merci de compléter l'article en donnant les références utiles à sa vérifiabilité et en les liant à la section « Notes et références ».
- Archive Wikiwix
- Bing
- Cairn
- DuckDuckGo
- E. Universalis
- Gallica
- Google
- G. Books
- G. News
- G. Scholar
- Persée
- Qwant
- (zh) Baidu
- (ru) Yandex
- (wd) trouver des œuvres sur Wikidata

Ittō Kaisa (1等海佐) est un grade militaire utilisé dans les forces armées japonaises. Il signifie capitaine de premier rang.

## Équivalence dans d'autres marines
Il trouve notamment son équivalent comme :
- capitaine de vaisseau dans la marine française ;
- captain dans la marine des États-Unis.
- Kaigun-Daisa（海軍大佐） dans la marine impériale japonaise

## Personnalités
- Chikuhei Nakajima, industriel japonais qui fonda la compagnie aéronautique Nakajima.